# 조현배
조현배(趙顯培, 1960년 3월 15일  ~ )은 대한민국의 제16대 해양경찰청장을 역임한 경찰공무원이다.

## 학력
- 1983년: 부산수산대학교 환경공학과 학사
- 1994년: 연세대학교 행정대학원 사법공안행정학과 석사
- 2007년: 동국대학교 대학원 경찰행정학과 박사

## 경력
- 2006년 3월 ~ 2007년 1월: 과천경찰서 서장
- 2007년 1월 ~ 2008년 7월: 서울지방경찰청 정보1과 과장
- 2009년 2월 ~ 2010년 1월: 서울용산경찰서 서장
- 2010년 1월 ~ 2010년 12월: 대통령실 101경비단 단장
- 2011년 12월 ~ 2013년 4월: 서울지방경찰청 정보관리부 부장
- 2013년 4월 ~ 2014년: 서울지방경찰청 경무부 부장
- 2014년 1월 ~ 2014년 12월: 경찰청 정보심의관
- 2014년 12월 ~ 2015년 12월: 경찰청 정보국장(치안감)
- 2015년 12월 ~ 2016년 11월: 제27대 경남지방경찰청 청장(치안감)
- 2016년 12월 ~ 2017년 7월: 경찰청 기획조정관(치안감)
- 2017년 7월 ~ 2018년 6월: 제28대 부산지방경찰청장(치안정감)
- 2018년 6월 ~ 2020년 3월: 제2대 해양경찰청장(치안총감)
- 무선소방산업협동조합 이사장
- 한국해양과학기술원 해양법·정책연구소 자문위원

## 서훈
- 2011년: 홍조근정훈장
- 2009년: 대법원장 표창
- 2006년: 경찰청장 표창
- 1999년: 대통령 표창
- 1997년: 내무부장관 표창

| 전임 백승엽 | 제27대 경남지방경찰청장 2015년 12월 28일 ~ 2016년 11월 30일 | 후임 박진우 |

| 전임 허영범 | 제28대 부산지방경찰청장 2017년 7월 29일 ~ 2018년 6월 24일 | 후임 박운대 |

| 전임 박경민 | 제16대 해양경찰청장 2018년 6월 25일 ~ 2020년 3월 5일 | 후임 김홍희 |